# Mansion House (Londres)
Pour les articles homonymes, voir Mansion House.
La Mansion House est la résidence officielle du lord-maire de la Cité de Londres au Royaume-Uni.
Elle est utilisée pour les réunions officielles de la city, ainsi que pour le dîner annuel tenu par le lord-maire, et au cours duquel le Chancelier de l'Échiquier fait généralement un discours – le « Mansion House Speech » – sur l'état de l'économie britannique.
Le bâtiment fut construit de 1739 à 1752, par l'architecte George Dance l’Ainé sur le site précédemment occupé par St Mary Woolchurch Haw, qui fut détruite dans le Grand incendie de Londres.

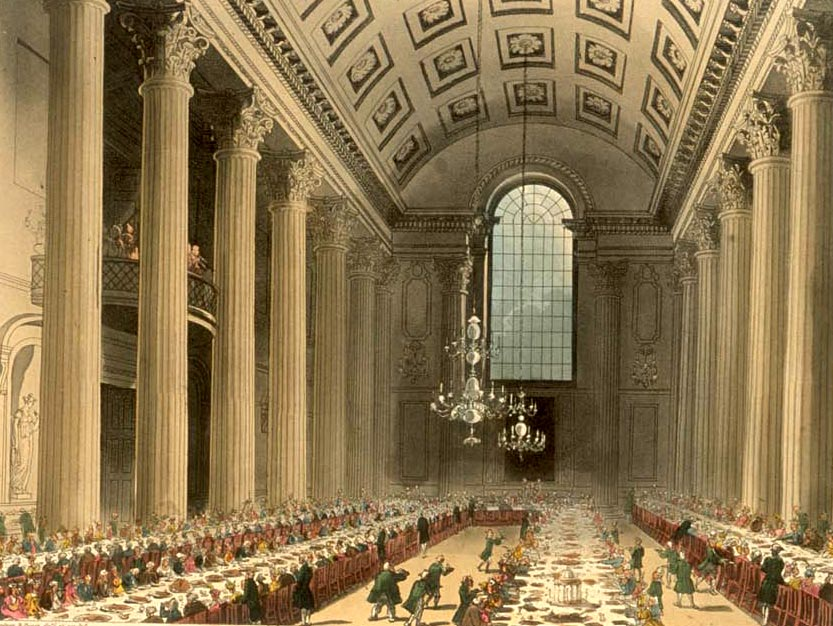
Un banquet au début du XIXe siècle dans l'Egyptian Hall à la Mansion House.

La résidence est la seule de ce type à disposer d'une cour de justice, puisque tous les délits commis dans la Cité sont relevables de la juridiction du lord-maire qui y siège alors en tant que magistrat, exerçant donc ainsi une fonction judiciaire. C'est pourquoi, Mansion House comporte onze cellules de détention (dix pour les hommes et une, surnommée « la cage », pour les femmes). Une célèbre prisonnière du début du XXe siècle y a été emprisonnée : Sylvia Pankhurst, la militante des droits des femmes.
La Mansion House abrite The Harold Samuel Collection of Dutch and Flemish Seventeenth Century Paintings, décrite comme la « plus riche collection d’œuvres de Grande-Bretagne de ce siècle » (Sutton, 1992). Elle est constituée de 84 peintures d'artistes célèbres tels que Hendrick Avercamp, Gerard ter Borch, Pieter Claesz, Aelbert Cuyp, Frans Hals, Pieter de Hooch, Jacob van Ruisdael, Jan Steen, David Teniers le Jeune et Willem van de Velde l'ancien.
La Mansion House n'est ouverte au public que pour des visites de groupe limitées à quarante personnes. Les visiteurs attendent généralement dans Walbrook près du porche d'entrée de la Mansion House.